# A London Symphony
A London Symphony (nr. 2) werd tussen 1912 en 1913 geschreven door de Britse componist Ralph Vaughan Williams en voor het eerst uitgevoerd op 27 maart 1914 in de Queen's Hall te Londen door het Queen's Hall Orchestra onder leiding van Geoffrey Toye.
Aanvankelijk was de symfonie ontstaan als toongedicht met als onderwerp het Londense leven, maar op aanraden van zijn vriend George Butterworth (zelf ook componist) bewerkte Vaughan Williams het toongedicht tot een symfonie. De herziene versie van 1920 werd opgedragen aan Butterworth, die in de Eerste Wereldoorlog omgekomen was.
De originele muziek werd in 1914 naar Fritz Busch in Duitsland gestuurd en ging aldaar verloren. Op basis van schetsen voor piano, afzonderlijke stukken symfonie voor het orkest en met behulp van vrienden George Butterworth, E.J. Dent en Geoffrey Toye werd de symfonie gereconstrueerd. Deze gereconstrueerde versie werd voor de eerste maal uitgevoerd op 11 februari 1915 in de Winter Gardens te Bournemouth door het Bournemouth Municipal Orchestra onder leiding van Dan Godfrey. Ralph Vaughan Williams herzag de symfonie nog enkele malen tussen 1918 en 1920. Deze tweede versie werd uitgevoerd op 4 mei 1920 in de Queen's Hall te Londen door het Queen's Hall Orchestra onder leiding van Albert Coates. London Symphony werd vervolgens in 1934 nogmaals herzien. Deze derde versie werd uitgevoerd op 22 februari 1934 in de Queen's Hall te Londen door de London Philharmonic Orchestra onder leiding van Sir Thomas Beecham.
Over London Symphony maakte Vaughan Williams zelf in 1920 enkele waardevolle opmerkingen. Zo stelde hij dat de symfonie eigenlijk "Symphony by a Londoner" had moeten heten. "The life of London (including, possibly, its various sights and sounds) has suggested to the composer an attempt at musical expression." Maar de symfonie moet verder gezien worden als "self-expressive, and must stand or fall as 'absolute'."
De symfonie bestaat uit:
1. Lento - Allegro risoluto — in het eerste deel kan men, volgens de componist, de "Westminster Chimes" horen; verder moet de tweede sectie van het stuk "the noise and hurry of London" uitdrukken, maar met daaronder in lento "its always underlying calm".[4]
2. Lento — het tweede, langzame deel wekt de indruk van "Bloomsbury Square on a November afternoon", alhoewel dit volgens Vaughan Williams niet de onderliggende gedachte was.[5]
3. Scherzo (Nocturne). Allegro vivace — de luisteraar moet zich voorstellen dat hij zich bevindt "standing on Westminster Enbankment at night, surrounded by the distant sounds of the Strand, with its great hotels on one side, and the "New Cut" [hotel] on the other, with its crowded streets and flaring lights."[6]
4. Finale. Andante con moto - Maestoso alla marcia (quasi lento) - Allegro — het vierde deel begint met een "agitated theme (...) alternating with a march movement", dat eerst plechtig en later energiek is, terwijl aan het einde van het vierde deel "comes a suggestion of the noise and fever of the first movement", gevolgd door een Epiloog waarin de prelude van het eerste deel terugkeert.[7]

## Aanbevolen literatuur
- Michael Kennedy, The Works of Ralph Vaughan Williams (Londen 1964).
- Ursula Vaughan Williams, R. V. W.: A Biography of Ralph Vaughan Williams (Londen 1963).